# Ernest Pichio
Ernest Pichio (dit « Piq »), né le 9 octobre 1826 à Paris et mort dans cette même ville le 22 août 1893, est un artiste peintre et homme politique français.
Opposant républicain au Second Empire et peintre, il participe à la Commune de Paris puis continue son activité artistique sous la Troisième République.

## Biographie

### Premières années, militantisme républicain et Commune de Paris
Né dans l'ancien 1er arrondissement de Paris, Louis-Ernest Pichio est le fils de Thérèse-Rosalie-Victoire Simonet et de Jean-Baptiste-Antoine Pichio.
Ernest Pichio se consacre tout d'abord aux arts industriels et travaille comme graveur, dessinateur et chimiste, avant de diriger une fabrique de bijoux. Vers 1860, il étudie la peinture auprès de Juan Vialle et d'Auguste Couder afin de devenir artiste. Il expose ses œuvres au Salon dès 1864.
Opposant au Second Empire, il accueille dans son atelier une importante réunion républicaine avant les élections législatives de 1869.
La même année, il peint une toile rendant hommage au député Alphonse Baudin, tué alors qu'il prenait part au soulèvement républicain contre le coup d'État du 2 décembre 1851. Refusé au Salon de 1869, le tableau est reproduit par le photographe Pierre Petit, mais la diffusion de cette photogravure est interdite par le ministère de l'Intérieur. Commentée par la presse, cette tentative de censure contribue au succès de l’œuvre, dont des gravures de contrefaçon sont bientôt vendues sous le manteau. Le tableau est finalement exposé au Salon de 1870, sous l'influence de la libéralisation du régime.
Pendant le siège de Paris, Pichio est l'un des délégués du Comité de défense du 9e arrondissement, qui œuvre à la formation de bataillons de gardes nationaux et vend à prix coûtant des denrées aux assiégés. Partisan de la Commune, il est élu membre de la commission de la Fédération des artistes le 17 avril 1871. Du 23 au 24 mai, pendant la Semaine sanglante, il se cache avec son ami André Gill dans les caves du théâtre de Cluny.

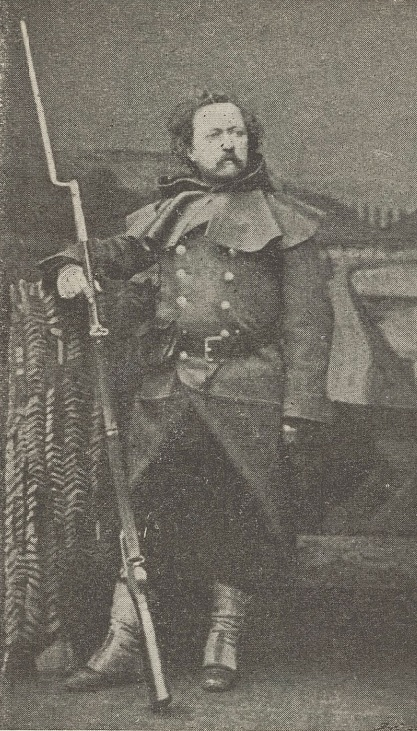
Ernest Pichio en 1871 durant la Commune de Paris.

### Sous la Troisième République
En 1875, il souhaite présenter au Salon Le Triomphe de l'ordre, une grande toile évoquant les exactions de la Semaine sanglante suivant le modèle du Tres de mayo. Jugeant le sujet encore trop politiquement sensible, le marquis de Chennevières, directeur des Beaux-arts, refuse l’exposition de cette œuvre. Quatre ans plus tard, le ministère de l'Intérieur censure la diffusion de reproductions photographiques d'une autre œuvre de Pichio consacrée à la répression de la Commune et au drame du mur des Fédérés, La Veuve du fusillé.
Après avoir longtemps vécu au no 21 de la rue Bréda et après avoir eu un atelier à Billancourt, Pichio emménage avant 1892 au no 1 de la rue du Figuier, dans l'ancien hôtel de Sens, dont il occupe la tourelle de droite ainsi qu'une salle du deuxième étage pour son atelier. C'est là qu'il meurt le 22 août 1893. Le 24 août, au terme de funérailles civiles, il est inhumé au cimetière du Père-Lachaise (76e division), où sa tombe est ornée d'un buste en pierre sculpté par Garraud.
Moins d'un an plus tard, sa veuve meurt en laissant deux orphelins, Jessa et Achille, qui seront recueillis par l'ancien communard Raoul Urbain.

## Œuvres
- Portrait de M. T. (Salon de 1864)[16].
- Portrait de Mme ... (Salon de 1864)[16].
- Charles IX, Catherine de Médicis et le duc d'Anjou, le matin de la Saint-Barthélémy (Salon de 1866)[17].
- L'héritage du pauvre (Salon de 1868)[18].
- Portrait de Roger de Beauvoir (Salon de 1869)[19].
- Mort d'Alphonse Baudin (1869, Salon de 1870[20], Musée Carnavalet).
- Le Triomphe de l'ordre (refusé au Salon de 1875).
- La Veuve du fusillé (1877, Musée de l'Histoire vivante, Montreuil).
- Portrait de Mme Renaud (1879 ou 1880)[21].

Œuvres d'Ernest Pichio
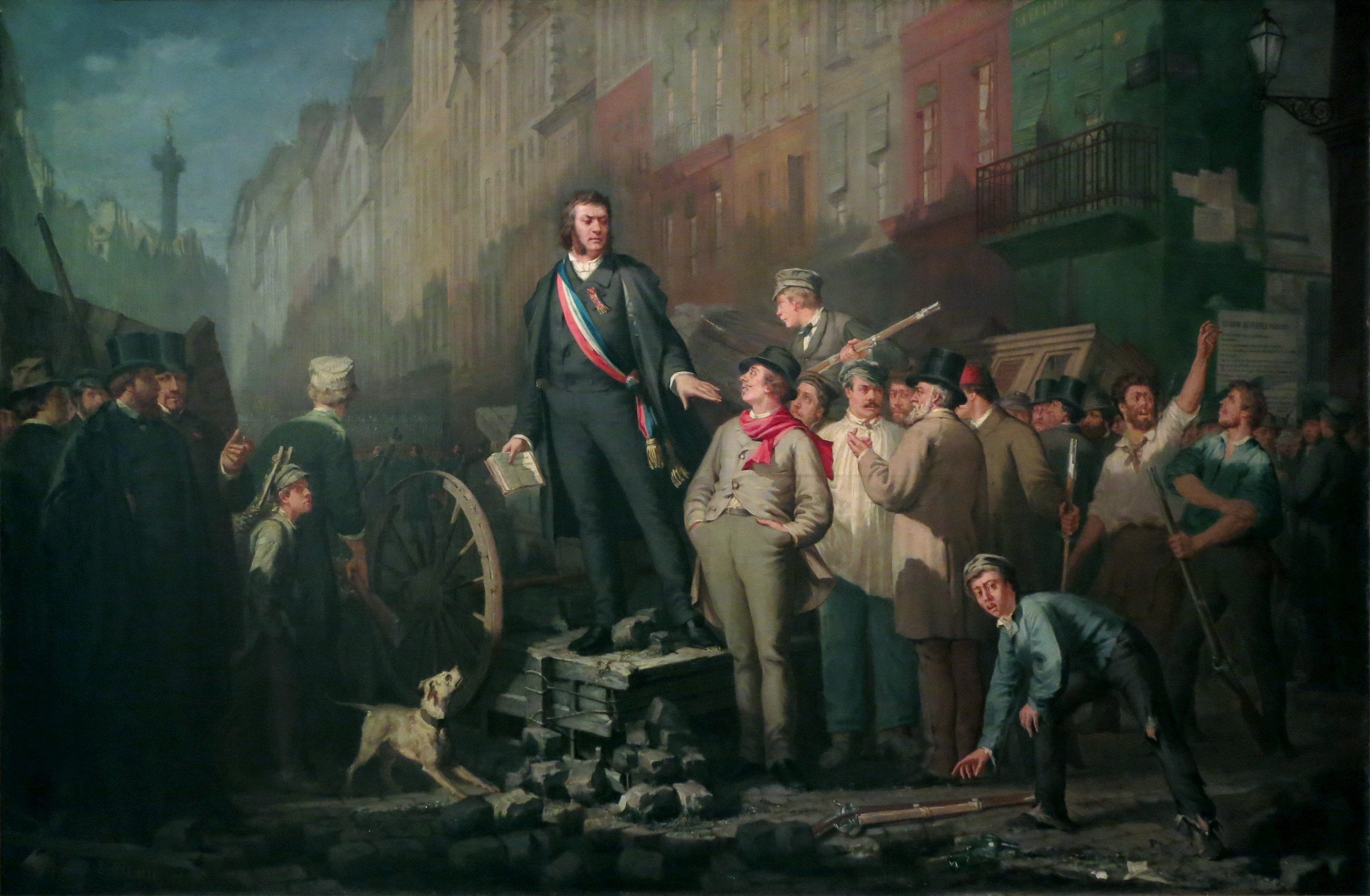
Mort d'Alphonse Baudin (1869)
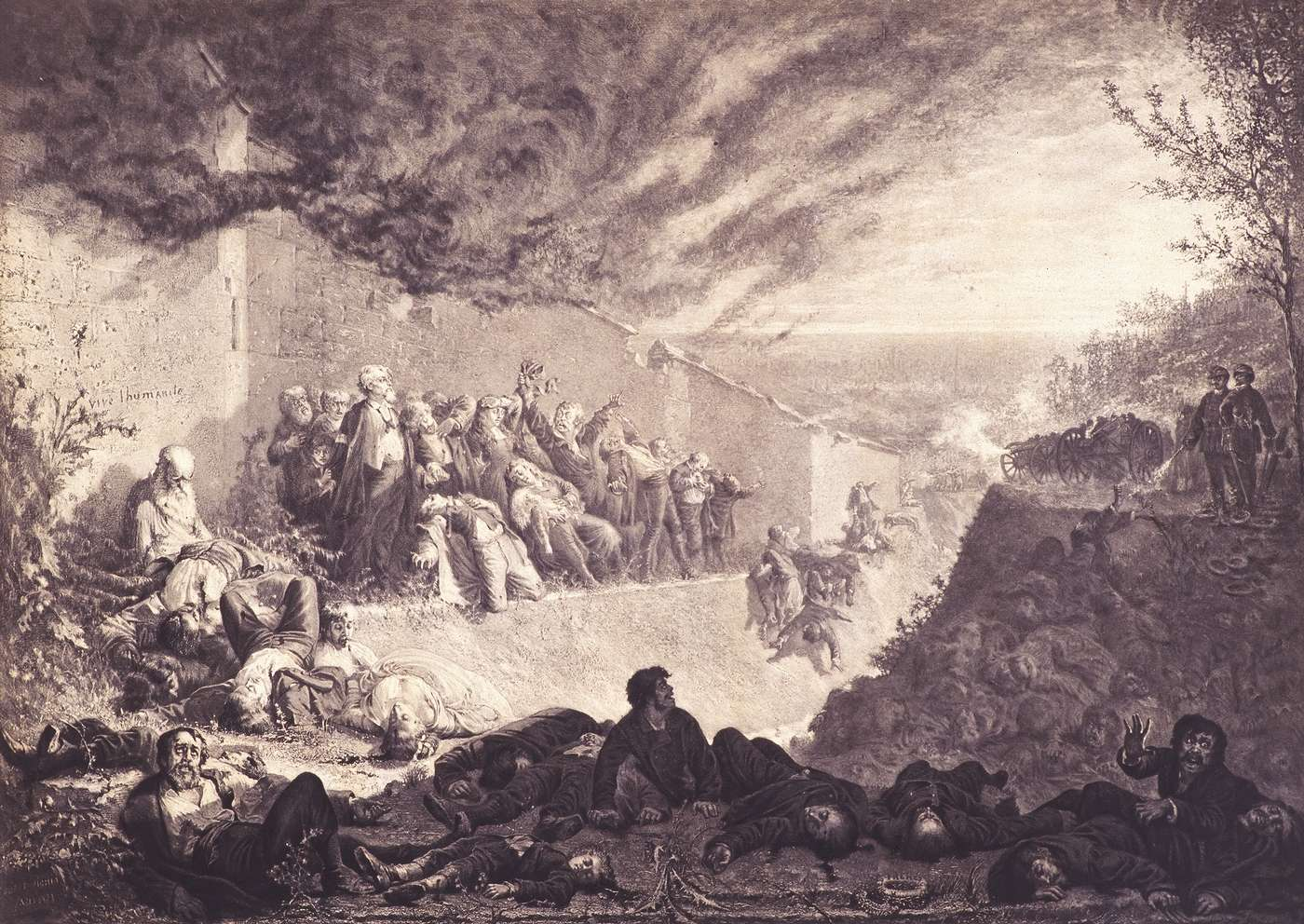
Le Triomphe de l'ordre (gravure d'après le tableau de 1875)
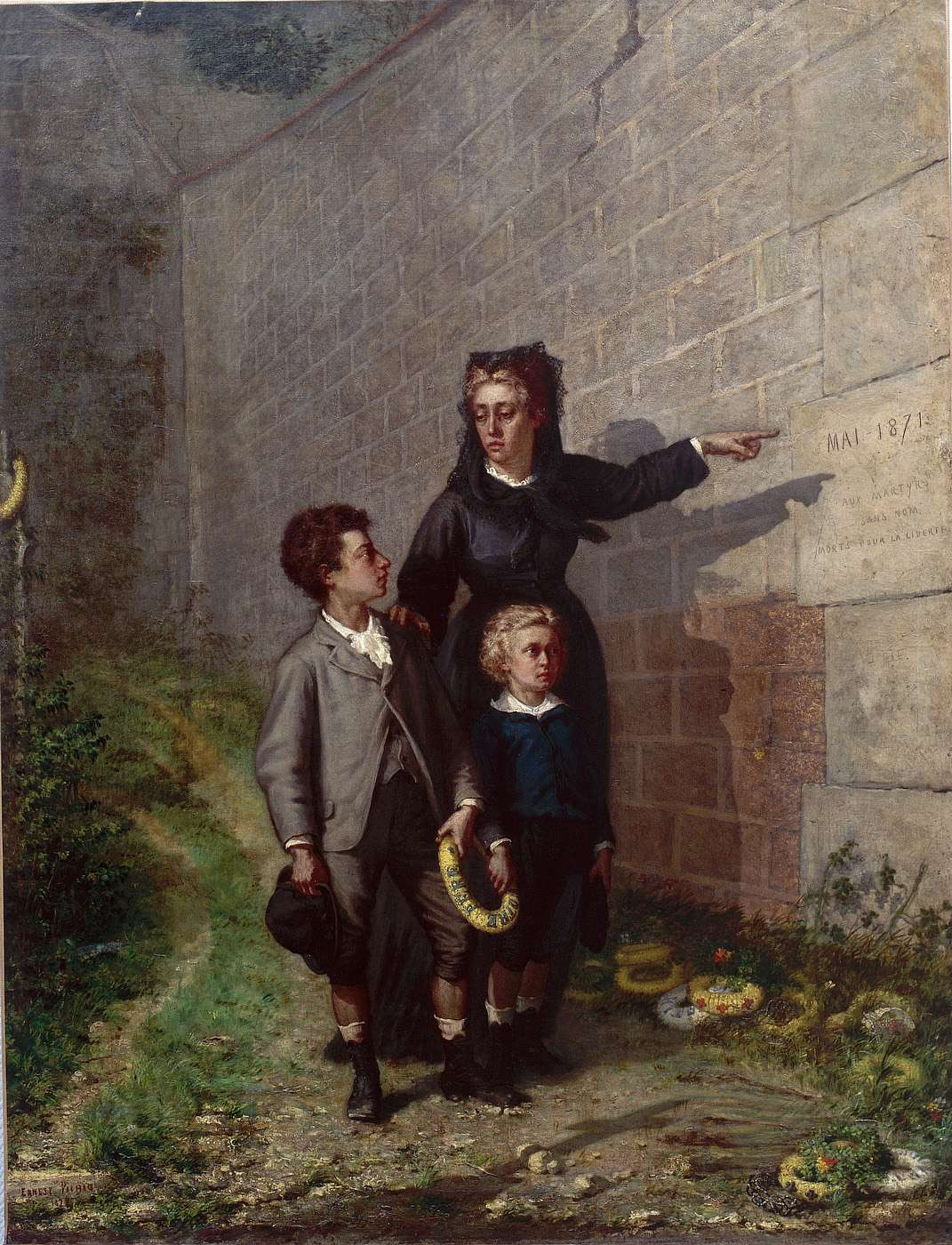
La Veuve du fusillé (1877)